# Rock My Life
Rock My Life ist das dritte Studioalbum der deutschen Sängerin Jeanette Biedermann, das im Jahr 2002 von Universal Records veröffentlicht wurde.

## Hintergrund
2002 veröffentlichte Biedermann ihr drittes Album Rock My Life. Es ist deutlich rockiger als seine Vorgänger; es ist das zweite Album, bei dem die Sängerin am Songwriting beteiligt war. Das Album wurde zudem in einer limitierten Auflage mit einer Live-DVD der „Delicious Tour 2002“ veröffentlicht. Das Album erreichte mit Platz 7 erstmals die Top Ten der deutschen Album-Charts sowie Platz 28 in Österreich, Platz 75 in der Schweiz und Platz 2 in Polen. Das Album wurde im März 2003 als „Gold Edition“ neu veröffentlicht, enthält drei neue Songs zusätzlich und erreichte Platz 68 der Charts. Die dazugehörige DVD zur Tour „Jeanette in Concert – Rock My Life Tour 2003“, das Album sowie die gleichnamige Leadsingle wurden mit Gold ausgezeichnet. Zudem erhielt das Album eine weitere Platin-Auszeichnung für über 435.000 verkaufte Einheiten.
Rock My Life war das erste Album von Biedermann, welches in Frankreich und England veröffentlicht wurde. Es erreichte in den deutschen Jahres-Album-Charts 2003 Platz 55.

## Singles
Rock My Life wurde als erste Single aus dem gleichnamigen Album im Oktober 2002 veröffentlicht. Mit Platz 3 der deutschen Single-Charts erreichte Biedermann erstmals die höchste Chartposition. Der Song hielt sich 10 Wochen lang in den Top Ten und wurde mit einer Goldenen Schallplatte ausgezeichnet. In Österreich platzierte sich Rock My Life mit Platz 6 erstmals in den dortigen Top Ten und hielt sich insgesamt 19 Wochen in den Charts. Mit Platz 37 erreichte die Single in der Schweiz 16 Wochen lang die Charts. Besonders erfolgreich war die Single außerdem in Polen, die in den dortigen Airplay-Charts Platz 2 erreichte und sich insgesamt 8 Wochen in den Top 30 halten konnte. Weitere Platzierungen erlangte Rock My Life in den Europa Top 100 Single Charts mit Position 18, Platz 64 in den World Single Charts sowie Position 53 der Airplay Charts. In den Jahres-Charts 2002 positionierte sich Rock My Life auf Platz 38 sowie 2003 in Österreich auf Platz 66. Mit weit über 300.000 verkauften Einheiten zählt Rock My Life zu Biedermanns erfolgreichstem Song.
Die zweite Single We’ve Got Tonight, ein Duett mit dem irischen Sänger Ronan Keating, wurde im November 2002 veröffentlicht. In den Single-Charts erreichte We’ve Got Tonight Platz 7 in Deutschland, Platz 6 in Österreich und Platz 25 der Schweiz. In Deutschland stand das Lied zusammen mit Rock My Life in den Top Ten der Charts, was nie zuvor einer anderen Sängerin gelang. In den Jahres-Charts 2003 erreichte der Song Platz 47 in Österreich.
Im März 2003 wurde mit It’s Over Now, welche in zwei Editionen veröffentlicht wurde, die dritte Single von Rock My Life veröffentlicht. Der Song erreichte mit Platz 6 die deutschen Top Ten, die Top 20 in Österreich, die Top 70 der Schweiz sowie Platz 47 der Europa Top 100 Single Charts und platzierte sich mit Platz 87 in den World Single Charts. Bei den deutschen Jahres-Charts 2003 erreichte It’s Over Now Position 63.
Das Video zur Single wurde in Los Angeles auf dem Schiff Queen Mary im 1920er-Jahre-Stil gedreht.
Right Now wurde die vierte und letzte Single aus Rock My Life und wurde der offizielle Titelsong zur „DTM“ 2003. Zur Single wurden zwei verschiedene Musikvideos gedreht. In den Charts platzierte sich Right Now auf Platz 4 in Deutschland und hielt sich mehrere Wochen lang in den Top Ten auf. Weitere Positionen in den Charts nahm Right Now in Österreich mit Platz 11, Platz 45 in der Schweiz, Platz 46 der Europa Top 100 Single Charts sowie Platz 33 der World Single Charts und Platz 46 der deutschen Jahres-Charts 2003 ein. Zudem erschien eine „Rock It“-Edition, die zwei Versionen des Songs beinhaltet und in einer limitierten Auflage von 3.000 Stück besteht. Right Now verkaufte sich über 145.000 Mal.

## Kritik
„Bei To Fall In Love fällt einem spontan ein, dass dieser Song doch bestens geeignet wäre, Deutschland beim nächsten Grand Prix zu vertreten. So erfolgreich wie Corinna May wäre Jeanette damit allemal. [...] Das ganze Album plätschert seicht dahin in seiner Durchschnittlichkeit. [...] Was die Plattenfirma hochtrabend als Facettenreichtum anpreist, ist nichts anderes als eine fehlende Linie.“

## Titelliste
Alle Lieder – sofern nicht anders angegeben – von Frank Johnes, Bodybrain, Wonderbra.
1. Rock My Life (Radio-Edit) – 3:57
2. Right Now – 3:21
3. Jean (William King, Wonderbra) – 4:31
4. Don’t Treat Me Badly – 3:16
5. Win Your Love – 3:19
6. To Fall in Love – 3:29
7. Love from Start to Finish – 3:11
8. Heartbeat – 3:44
9. Flight Tonight – 4:38
10. Tell Me – 3:35
11. Upright (Johnes, Tom Remm, Bodybrain, Wonderbra) – 3:06
12. Let’s Party Tonight (Johnes, Tom Remm, Bodybrain, Wonderbra) – 3:07
13. You’re Nothing Better (Johnes, Tom Remm, Bodybrain, Wonderbra) – 3:07
14. Heaven Can’t Lie (Johnes, Tom Remm, Bodybrain, Wonderbra) – 3:25
15. We’ve Got Tonight (mit Ronan Keating) (Bob Seger) – 3:38

Gold Edition
1. Kiss My Butt
2. It’s Over Now
3. Unbreak My Dreams (enthält den Hidden Track So Deep Inside ab 6:03)
4. Rock My Life (Video)

## Chartplatzierungen
Album

| Jahr | Titel        | Höchstplatzierung, Gesamtwochen, AuszeichnungChartplatzierungen (Jahr, Titel, Platzierungen, Wochen, Auszeichnungen, Anmerkungen) | Höchstplatzierung, Gesamtwochen, AuszeichnungChartplatzierungen (Jahr, Titel, Platzierungen, Wochen, Auszeichnungen, Anmerkungen) | Höchstplatzierung, Gesamtwochen, AuszeichnungChartplatzierungen (Jahr, Titel, Platzierungen, Wochen, Auszeichnungen, Anmerkungen) | Anmerkungen                                                 |
| Jahr | Titel        | DE | AT | CH | Anmerkungen                                                 |
| ---- | ------------ | --- | --- | --- | ----------------------------------------------------------- |
| 2002 | Rock My Life | DE7 Gold · (41 Wo.)DE | AT28 (10 Wo.)AT | CH75 (6 Wo.)CH | Erstveröffentlichung: 25. November 2002 Verkäufe: + 150.000 |

Singles

| Jahr | Titel             | Höchstplatzierung, Gesamtwochen, AuszeichnungChartplatzierungen (Jahr, Titel, , Platzierungen, Wochen, Auszeichnungen, Anmerkungen) | Höchstplatzierung, Gesamtwochen, AuszeichnungChartplatzierungen (Jahr, Titel, , Platzierungen, Wochen, Auszeichnungen, Anmerkungen) | Höchstplatzierung, Gesamtwochen, AuszeichnungChartplatzierungen (Jahr, Titel, , Platzierungen, Wochen, Auszeichnungen, Anmerkungen) | Anmerkungen                                                 |
| Jahr | Titel             | DE | AT | CH | Anmerkungen                                                 |
| ---- | ----------------- | --- | --- | --- | ----------------------------------------------------------- |
| 2002 | Rock My Life      | DE3 Gold · (16 Wo.)DE | AT6 (19 Wo.)AT | CH37 (15 Wo.)CH | Erstveröffentlichung: 14. Oktober 2002 Verkäufe: + 250.000  |
| 2002 | We’ve Got Tonight | DE7 (13 Wo.)DE | AT6 (17 Wo.)AT | CH25 (14 Wo.)CH | Erstveröffentlichung: 11. November 2002 feat. Ronan Keating |
| 2003 | It’s Over Now     | DE6 (12 Wo.)DE | AT18 (14 Wo.)AT | CH63 (4 Wo.)CH | Erstveröffentlichung: 3. März 2003                          |
| 2003 | Right Now         | DE4 (15 Wo.)DE | AT11 (15 Wo.)AT | CH45 (10 Wo.)CH | Erstveröffentlichung: 16. Juni 2003                         |

Videoalbum

| Jahr | Titel                             | Höchstplatzierung, Gesamtwochen, AuszeichnungChartplatzierungen (Jahr, Titel, Platzierungen, Wochen, Auszeichnungen, Anmerkungen) | Höchstplatzierung, Gesamtwochen, AuszeichnungChartplatzierungen (Jahr, Titel, Platzierungen, Wochen, Auszeichnungen, Anmerkungen) | Höchstplatzierung, Gesamtwochen, AuszeichnungChartplatzierungen (Jahr, Titel, Platzierungen, Wochen, Auszeichnungen, Anmerkungen) | Anmerkungen                                                |
| Jahr | Titel                             | DE | AT | CH | Anmerkungen                                                |
| ---- | --------------------------------- | --- | --- | --- | ---------------------------------------------------------- |
| 2003 | Jeanette in Concert: Rock My Life | DE— GoldDE | — | — | Erstveröffentlichung: 30. November 2003 Verkäufe: + 25.000 |